# Irgendwo auf der Welt (album Niny Hagen)
Irgendwo auf der Welt – trzynasty album Niny Hagen nagrany z towarzystwem The Capital Dance Orchestra. Został wydany 24 kwietnia 2006. Na płycie znajdują się covery klasyków jazzowych śpiewane w języku angielskim i niemieckim.

## Lista utworów
1. "Irgendwo auf der Welt"
2. "Deep in a Dream"
3. "Serenade in Blue"
4. "Flat Foot Floogie"
5. "Yes, Sir"
6. "An einem Tag im Frühling"
7. "Halli, Hallo"
8. "Summertime"
9. "Somewhere Over the Rainbow"
10. "But Not for Me"
11. "And the Angels Sing"
12. "Der Wind hat mir ein Lied erzählt"
13. "Roter Mohn"
14. "Day In - Day Out"
15. "Bei mir bistu shein"
16. "Happiness"
17. "Für mich soll's rote Rosen regnen"